# Marval
Marval é uma comuna francesa na região administrativa da Nova Aquitânia, no departamento de Alto Vienne. Estende-se por uma área de 38,50 km². Em 2010 a comuna tinha 526 habitantes (densidade: 13,7 hab./km²).